# Partia Demokratyczna (Timor Wschodni)
Partia Demokratyczna (port. Partido Democrático) lub Partia Demokratyczna w Timorze Wschodnim jest socjaldemokratyczną partią polityczną w Timorze Wschodnim, utworzoną dnia 10 czerwca 2001 roku. 

## Historia polityczna
W wyborach parlamentarnych w 2001, które odbyły się 30 sierpnia partia zdobyła 8,7% głosów i 7 na 88 miejsc.
W wyborach prezydenckich w Timorze Wschodnim w 2007 roku lider partii, Fernando de Araujo zajął trzecie miejsce, zdobywając 19,18% głosów.
W wyborach parlamentarnych w 2007 roku partia zajęła czwarte miejsce, co pozwoliło jej na uzyskanie ośmiu miejsc w parlamencie.
W 2012 roku ugrupowanie utrzymało zdobyte pięć lat wcześniej osiem mandatów parlamentarnych.
W wyborach w 2017 roku Partia Demokratyczna zdobya 7 mandatów i współtworzyła wraz z FReTiLIn rząd mniejszościowy. W wyniku rozwiązania paralamentu w 2018 roku zorganizowano kolejne wybory, w których partia uzyskała 8,1% ważnie oddanych głosów, zdobywając tym samym 5 mandatów parlamentarnych. 
| Wybory | Poparcie | Zmiana punktów procentowych | Mandaty | Zmiana |
| ------ | -------- | --------------------------- | ------- | ------ |
| 2001   | 8,72%    | -                           | 7       | -      |
| 2007   | 11,30%   | 2,58                        | 8       | 1      |
| 2012   | 10,31%   | 0,99                        | 8       | -      |
| 2017   | 9,8%     | 0,51                        | 7       | 1      |
| 2018   | 8,1%     | 1,7                         | 5       | 2      |
| 2023   | 9,32%    | 1,22                        | 6       | 1      |